# Cyta Shoppingwelt
Die Cyta Shoppingwelt ist ein zur Gemeinde Völs gehörendes Einkaufszentrum. Es liegt direkt an der Stadtgrenze zu Innsbruck, westlich des Flughafens Innsbruck Kranebitten. Das gesamte Areal umfasst eine Fläche von rund 100.000 m², wobei 20.521 m² auf das Shopping Center im Südosten entfallen. Das Einzugsgebiet der Cyta umfasst ca. 400.000 Menschen.

## Geschichte
Das Einkaufszentrum Cyta wurde am 23. September 1993 eröffnet. 1995 übernahm die Hypo Tirol Bank AG die Shoppingwelt.
In den folgenden Jahren wurde ständig am Ausbau des Zentrums und dessen Verkehrsanbindung gearbeitet, vor allem die Verkehrsanbindungen wurden stetig verbessert. Laut eigenen Angaben werden jährlich etwa 2 Millionen € investiert.
Am 23. August 2005 traf eine Hochwasserkatastrophe die Cyta schwer. Seit 2016 besitzt die Rutter Immobilien Gruppe das Cyta Shoppingcenter und das Fachmarktzentrum NORD.